# Liste der Kulturdenkmale in Kiel-Pries
In der Liste der Kulturdenkmale in Kiel-Pries sind alle Kulturdenkmale des Stadtteils Pries der schleswig-holsteinischen Landeshauptstadt Kiel aufgelistet (Stand: 10. März 2025).
Die Bodendenkmale sind in der Liste der Bodendenkmale in Kiel aufgeführt.

## Legende
In den Spalten befinden sich folgende Informationen:
- Objekt-ID: die Nummer des Kulturdenkmales
- Lage: die Adresse des Kulturdenkmales und die geographischen Koordinaten. Kartenansicht, um Koordinaten zu setzen. In der Kartenansicht sind Kulturdenkmale ohne Koordinaten mit einem roten Marker dargestellt und können in der Karte gesetzt werden. Kulturdenkmale ohne Bild sind mit einem blauen Marker gekennzeichnet, Kulturdenkmale mit Bild mit einem grünen Marker.
- Offizielle Bezeichnung: Bezeichnung des Kulturdenkmales
- Beschreibung: die Beschreibung des Kulturdenkmales
- Bild: ein Bild des Kulturdenkmales

## Mehrheit von baulichen Anlagen
| Objekt-ID | Lage                                                                              | Offizielle Bezeichnung                                      | Beschreibung | Bild |
| --------- | --------------------------------------------------------------------------------- | ----------------------------------------------------------- | --- | ---- |
| 52686     | Untere Straße 3, 4, 6, 7, 9, Fritz Reuter-Straße 15 (54° 23′ 17″ N, 10° 9′ 45″ O) | Mehrfamilienhäuser Untere Straße 3-9/Fritz-Reuter-Straße 15 | Wohnbebauung Untere Straße/Fritz-Reuter-Straße; 1904-1908, H. Vogeler; zweigeschossige traufständige Wohnhäuser in Mischtechnik von Putz und Backstein mit Sattel- oder Walmdächer auf Backsteinsockel, Risalite mit Dreieckgiebel in Fachwerkoptik, hohe Rechteckfenster, vielfältige Gestaltungselemente - Begründung: geschichtlich, künstlerisch, städtebaulich - Schutzumfang: Mehrfamilienhäuser Untere Straße 3, 4, 6, 7, 9, Fritz-Reuter-Straße 15 | BW   |

## Bauliche Anlage
| Objekt-ID     | Lage                                                          | Offizielle Bezeichnung                       | Beschreibung | Bild                             |
| ------------- | ------------------------------------------------------------- | -------------------------------------------- | --- | -------------------------------- |
| 10598         | An der Schanze 32 (54° 23′ 36″ N, 10° 10′ 34″ O)              | ehem. Höhere Privatschule (Realschule Pries) | Höhere Privatschule; 1916–17; zweigeschossiger Backsteinbau mit Mansarddach, barockisierende Formen des Heimatstils, Eingangsportal mit Freitreppe - Begründung: geschichtlich, städtebaulich - Schutzumfang: gesamtes Objekt - Denkmaltyp: Bauliche Anlage, Sachgesamtheit: Marinegarnison und Torpedowerke Friedrichsort | BW                               |
| 11508         | Friedrichsorter Straße 15 (54° 23′ 50″ N, 10° 10′ 17″ O)      | Wohn- und Geschäftshaus                      | Wohn- und Geschäftshaus; Ernst Prinz 1911; dreigeschossiger Backsteinbau mit Mansarddach und breitem Mittelrisalit mit Schweifgiebel, Gliederung in Heimatschutzformen - Begründung: geschichtlich, künstlerisch, städtebaulich - Schutzumfang: Wohn- und Geschäftshaus, - Denkmaltyp: Bauliche Anlage                     | BW                               |
| 3218 Wikidata | Friedrichsorter Straße 22 - 24 (54° 23′ 52″ N, 10° 10′ 17″ O) | Kirche "Zum guten Hirten" mit Ausstattung    | Alteintragung (Aktualisierung vorgesehen) - Begründung: geschichtlich, künstlerisch, städtebaulich - Schutzumfang: gesamtes Objekt - Denkmaltyp: Bauliche Anlage | weitere Fotos \| Fotos hochladen |
| 3219          | Friedrichsorter Straße 22 - 24 (54° 23′ 52″ N, 10° 10′ 18″ O) | Pastorat                                     | Alteintragung (Aktualisierung vorgesehen) - Begründung: - Schutzumfang: Alteintragung (Aktualisierung vorgesehen) - Denkmaltyp: Bauliche Anlage | Fotos hochladen                  |
| 9916 Wikidata | Fritz-Reuter-Straße 79 (54° 23′ 44″ N, 10° 10′ 6″ O)          | Fritz-Reuter-Schule                          | Alteintragung (Aktualisierung vorgesehen) - Begründung: geschichtlich, künstlerisch - Schutzumfang: gesamtes Objekt - Denkmaltyp: Bauliche Anlage | weitere Fotos \| Fotos hochladen |

## Quelle
- Liste der Kulturdenkmale in Schleswig-Holstein – Landeshauptstadt Kiel (PDF)

- Karte mit allen Koordinaten:
- OSM |
- WikiMap